# Polly Pocket
Polly Pocket é uma franquia de brinquedos femininos desenvolvida pela Bluebird desde 1989. A série foi originalmente baseada numa boneca pequena e portátil de bolso. Depois de alguns anos a boneca ficou maior, tornando-se uma fashion doll ao estilo da Barbie e Susi. O auge do sucesso da boneca foi ainda maior durante os anos 2000, quando a personagem passou a render sua própria linha de produtos como filmes, livros, materiais escolares e jogos eletrônicos chegando a quase alcançar o mesmo nível de sucesso da Barbie, principalmente na América Latina.
Em 2010, as bonecas passaram por um reboot acompanhado de um desenho animado para a internet, que acabou desagradando parte dos fãs. A franquia foi descontinuada nos Estados Unidos em 2015 por conta da baixa popularidade e vendas nos últimos anos, no entanto foi rebootada novamente em 2018.

## História
Polly Pocket teve seu primeiro conceito em 1983, quando o alemão Chris Wiggs criou um estojo de bonecas para a sua filha Kate. O brinquedo era composto de uma casa de bonecas em forma de estojo com mini bonequinhas, semelhante aos bonecos Playmobil e Lego. Conquistando vendas na Inglaterra o estojo com as bonequinhas foram adquiridos em 1989 pela empresa Mattel, (conhecida pelo seus sucessos Barbie e Hot Wheels) em parceria com a britânica Bluebird Toys. Devido a seu baixo custo de produção, a venda do brinquedo foi excelente e a empresa conseguiu sucesso. Ele rapidamente alcançou outros países se tornando popular entre os países da América Latina.
Entre 1994 e 1995 a Mattel inclusive chegou a vender uma linha misturando as bonequinhas Polly com a irmã da Barbie: Stacie criando assim uma "mini casa de bonecas" para a boneca grande. A Mattel também lançou essa mesma linha com as amigas de Stacie: Janet, Whitney, além da própria Barbie.
Em 1998, a Mattel redesignou o formato das bonecas deixando-as maiores e mais realistas e criou uma linha de artigos colecionáveis. No mesmo ano lançou a linha Fashion Polly!, onde introduziu as amigas da Polly: Lea, Shani, Lila, Ana, entre outras personagens. Mais adiante foram acrescentados os bonecos Rick e Todd. Na virada do século vendo suas marcas brilharem a Mattel começou a apostar em séries animadas e produtos de suas principais franquias. Com o sucesso dos filmes da Barbie, o desenho animado Max Steel, logo foram lançadas uma série de filmes animados de Polly Pocket em parceria com a Universal Studios que durou de 2003 até 2006.
Ainda nos anos 2000 Polly ganhou jogos eletrônicos, livros, cadernos, agendas, e suas linhas de brinquedo passaram a ter adesivos, bichinhos (muito semelhantes aos da marca Littlest Pet Shop), roupas que mudam de cor na água, carros (incluindo a linha "PollyWheels" baseada em Hot Wheels), e vários acessórios. Depois de um tempo, devido a dificuldade que algumas pessoas tinham de vestir a boneca, criou-se a "Polly pronta em um click", uma linha de brinquedos onde as roupas, que são divididas ao meio, vestindo facilmente as bonecas por causa de imãs, contidos tanto nas roupas quanto na Polly. Porém algumas pessoas consideraram essa linha perigosa as crianças mais novas caso engolissem partes, e a popularidade da boneca decaiu até 2009.
Em 2010, a Mattel começou a iniciar uma nova versão da Polly, as bonecas se tornaram mais parecidas ainda com fashion dolls e uma série em desenho animado foi produzida a princípio lançada na Internet, o desenho animado fez parte dessa nova geração de animações da Mattel como Monster High e Barbie: Life in the Dreamhouse. Mesmo assim o retorno não foi muito bem recebido e a franquia foi descontinuada nos Estados Unidos em 2015, embora tenha continuado de pé na América Latina mesmo depois do cancelamento norte-americano.
Em 2018, as bonecas retornaram em mais uma nova versão, dessa vez imitando um pouco a primeira geração da boneca. Uma nova série de desenho animado para TV também foi lançada no mesmo ano em parceria com a canadense DHX Media para alavancar as vendas.

## Personagens
Alguns personagens foram criados em adaptações em desenho animado da franquia. Esses personagens também passaram a fazer parte do brinquedos juntamente da Polly.

### Principais
- Polly Pocket - Uma garota loira e amigável. Ela tem várias encarnações nas animações. Nos filmes clássicos, foi introduzida como uma garota rica e cheia de amigas filha Sr. Pocket (dono de uma incrível rede de apartamentos, outrora visitados por Polly e suas amigas), também sendo vocalista de uma banda de rock. Na websérie de 2010, Polly é mais diferente, não possuindo pais ou mesmo indo para escola, e sendo retratada como uma garota mais infantil e otimista que adora animais e se aventurar com as amigas, nesta série ela mora na cidade Pollyville. No desenho de 2018 Polly volta a aparecer mais madura e agora mora na cidade Littleton, possuindo agora como amigas apenas Lila e Shani e possuindo um medalhão mágico herdado da avó capaz de dar a ela o poder de encolhimento.
- Lila Draper - Uma das amigas de Polly. Nos filmes antigos vai mal nos estudos, tocava teclado na banda e era uma das amigas mais próximas da Polly que sempre à ajudava nos problemas pessoais. Na websérie é uma patricinha arrogante, ama a moda e continua sendo uma das melhores amigas da Polly e também de Crissy. Na série de 2018 ainda mantém seu gosto por moda, porém sendo mais simpática. Tinha os cabelos castanhos escuros e curtos nas animações antigas, mas depois sendo castanho claros e compridos nos últimos episódios da websérie e ruivos após o desenho de 2018.
- Shani - Outra amiga da Polly que é afro-americana. Nos filmes antigos era a mais inteligente e calculista da turma, sempre se preocupava em ganhar em competições e sempre desvendava os mistérios, e era a baterista da banda. Na websérie ela ao poucos ela vai se tornando uma aspirante a cientista, tendo um laboratório nos últimos episódios. Na série de 2018 ainda mantém seu seu gosto por tecnologia e algumas vezes ajuda Polly com uns dispositivos. É caracterizada por ter o cabelo sempre curto (exceto nos últimos episódios da websérie que são compridos como o das outras personagens), no desenho de 2018 passa a usar óculos.

### Antigos
- Rick - Um garoto amigo da Polly e por vezes considerado namorado da mesma. É muito semelhante ao Ken da linha Barbie. Gosta de esportes radicais, música e ação. Tem olhos azuis e cabelos loiros muito semelhantes aos da Polly. Nos filmes clássicos aparecia pouco e tinha um amigo chamado Todd. Na websérie de 2010 passa frequentemente a acompanhar Polly e suas amigas em suas aventuras. Rick é o único sem aparecer no desenho de 2018, em que foi substituído por outro garoto chamado Nicolas "Nic".
- Crissy - Outra amiga da Polly cujo nome seria Ana até o filme PollyWorld. Originalmente entrou como uma personagem neutra, mas em PollyWorld é um pouco tímida, passando a ser a pandeirista da banda. Na websérie reboot, passa a ter mais importância como uma das únicas permanecendo na série até o último episódio, passa a gostar de artes e passa também a ser amiga da Lila. Crissy é a única feminina sem aparecer no desenho de 2018 assim como Rick. Na série antiga tinha os cabelos castanhos e curtos e na websérie tem cabelos pretos com mechas vermelhas e compridos.
- Lea - Outra amiga da Polly. Nos filmes antigos Lea foi a esportista da turma, a personagem mais frequente da série e também a mais próxima da Polly, além de ser a baixista da banda. Na websérie, passa a ser uma garota mais meiga e doce, passa a gostar dos animais e perdeu seu "posto" de esportista para a Polly Pocket nesse reboot. É a ruiva da turma. Lea é a outra das duas únicas femininas sem aparecer no desenho de 2018 assim como Rick e Crissy (quando o desenho passou a focar apenas em Polly, Lila, Shani e Crissy).

### Outros
- Kerstie - Personagem cuja única aparição foi nos primeiros episódios da websérie reboot. Ela gosta de culinária, e está sempre fazendo receitas. Kerstie deixou o desenho ao perder sua relevância. Possui os cabelos castanhos escuros e compridos.
- Todd - Também um garoto amigo da Polly, ele tem cabelo castanho escuro, e olhos castanhos escuros. Ele gosta de jogar esportes e seu melhor amigo é Rick. Antes de deixar a linha de brinquedos em 2008, apareceu na série da Polly de 2003 a 2006. Inicialmente o nome seria Steve.
- Beth - A rival da Polly nos primeiros filmes. Uma garota invejosa que arma planos para humilhar Polly e suas amigas e tornar-se a garota mais popular da escola. Tem apenas duas amigas Tori e Evie que são suas cúmplices, porém não são tão malvadas quanto Beth. Ela e suas amigas nunca fizeram parte da linha de brinquedos e também nunca aparecem na série moderna.
- Samuel - O mordomo de Polly que serve como um guardião para ela na ausência do pai em casa. Sempre acompanha Polly quando a mesma faz viagem com suas amigas. Aparece apenas nos filmes antigos.
- Pia Pocket - Prima quase idêntica da Polly vinda da Europa, também é rica mais nunca tem tanta liberdade quanto a prima para fazer as coisas. Sua única aparição foi no filme Diversão no Hotel Pocket Plaza.
- John Pocket - John é mais conhecido como Sr. Pocket, sendo o pai da Polly. Nos filmes antigos é um homem milionário dono de uma rede de hotéis, viúvo e que pouco vê a filha. No entanto, sua única real aparição foi no filme PollyWorld. John é o único sem aparecer na websérie por motivos desconhecidos, voltando a aparecer no desenho animado de 2018: como um homem normal; a partir da série de 2018, John passa a ter sua esposa revelada.

## Mídias

### Filmes
Também foi lançada uma série da Polly, em que originalmente, a ideia era somente lançar uma boneca com um DVD. Com o sucesso, foi lançado um novo episódio "Diversão no Hotel Pocket Plaza", Onde Polly e suas amigas vivem uma incrível aventura no hotel do Sr. Pocket, juntamente com uma nova amiga, a prima de Polly, Pia Pocket. Em todos os DVDs, A colega de escola de Polly, Beth, a vilã malvada, que quer ser mais popular do que Polly, tenta impedi-la de alcançar seus objetivos.
| Episódio 1 (Piloto): O Primeiro Filme da Polly! | Neste episódio, Polly e suas amigas fazem um trabalho escolar sobre golfinhos na ilha particular de Polly, onde há uma linda praia e um divertido parque aquático, Acontece de tudo, inclusive o resgate de um filhote de golfinho!, Porém a câmera que Beth emprestou a Lila estava com o filme cheinho de fotos, e por isso as fotos do trabalho ficaram sobrepostas, Mas com os desenhos de Ana, Polly e as Pockets arrasam na apresentação e ainda fazem um show incrível! |
| Episódio 2: Diversão no Hotel Pocket Plaza      | O Sr. Pocket abre um novo hotel em sua rede, uma referência ao Plaza Hotel em Nova York. Chega também uma nova amiga, Pia Pocket, a prima da Polly, que sonha ser uma grande estrela do rock, Mas sua responsável não quer deixar, pois quer manter a menina no "caminho adequado", O Pai de Polly fica preso em um aeroporto da Indonésia e Polly é quem tem que apresentar na inauguração do hotel, O que a deixa desesperada.                                               |
| Episódio 3 (Filme): PollyWorld                  | O pai da Polly abre um parque de diversões chamado PollyWorld e o usa como palco de um show de prêmios, As surpresas não param aí, Ele pretende se casar de novo e a futura madrasta da Polly: Lolerai, pretende enviá-la para um colégio interno, e Beth descobre o plano de Lolerai, e se junta á ela. |

### Jogos eletrônicos
Polly teve em 1994 um mini-computador eletrônico de jogos chamado Electronic Polly Pocket. Em 2003, teve seu próprio jogo para Game Boy Advance intitulado Polly Pocket: Super Splash Island, um jogo de puzzle ao estilo Mario Party desenvolvido pela Vivendi Universal Games.

### Websérie
Ver também: Polly Pocket (série animada)
Em 2010, a Mattel lançou uma série de websérie animada baseada no até então recente reboot da boneca naquele ano. Os primeiros episódios foram mais focados nos mascotes Cutants (que também foram criados no reboot da linha), e foram animados em flash da mesma forma que os websódios de Monster High e Ever After High. Depois da segunda temporada o show passou a animado em 3D e passou a ser focado mais em Polly e suas amigas removendo os Cutants no decorrer dos episódios.
A série permaneceu igual até 2013, quando ocorreram mudanças gigantes e significativas nos designs e roupas dos personagens, bem como a ambientação do desenho e a remoção da personagem Kerstie. Os primeiros episódios foram feitos a princípio com maior duração nos moldes de vários desenhos animados infantis, porém depois foram reduzidos na duração. A última temporada sofreu mais mudanças removendo Lea e acrestentando vários animais. Com o cancelamento da franquia nos Estados Unidos em 2015 episódios novos também pararam ser publicados, com exceção da América Latina onde a linha continuou até o segundo reboot.
No Brasil a animação já foi transmitida por pouco tempo pela Nickelodeon Brasil, e ficou um longo tempo sendo reprisada pelo SBT nos programas Sábado Animado, Bom Dia & Companhia e Carrossel Animado ao lado de outros desenhos da Mattel, também foi transmitido pelo Discovery Kids.

### Desenho Animado
Ver também: Polly Pocket
Em 2018, com o retorno e reboot da franquia nos Estados Unidos uma nova série de animação desta vez para televisão foi produzida em parceria com a canadense DHX Media. A nova série possui episódios completos de 20 minutos e estreou no Brasil pela Discovery Kids e SBT (pelo Sábado Animado) e em Portugal no Canal Panda.
Na nova série apenas Lila e Shani retornam como amigas da Polly, e é ambientada na cidade Littleton, agora possuindo uma nova vilã chamada Griselle Grande. Nessa série Polly possui um medalhão que lhe concede poderes de encolher.

### Música
Algumas músicas foram desenvolvidas exclusivamente para a trilogia de filmes original da Universal Pictures. Algumas que mais se destacaram foram "Perfect Kind of Day" (cantada por Sara Niemietz), "Work the Angles", Rock This Town' (por Cassidy Ladden), Rock n' Roll (por Jordan McCoy), entre outras. A canção "Perfect Kind of Day" tornou-se a música tema principal estando presente em todos os três filmes.
A música Lalala Polly é uma música bem antiga, tocada no final de cada comercial da boneca, surgiu em meados de 1998 até 2009, quando a Mattel substituiu essa música pela música: All Good Day, devido ao reboot de 2010. A música Lalala Polly sofreu uma mudança em 2007, nos comerciais dos brinquedos da marca de 2007 á 2009, A música Lalala Polly é cantada por um ritmo diferente com a palavra Lalala Polly no final de cada comercial da Polly Pocket de 2007 á 2009, e Polly troca de roupa com um estalo a cada ao final de comerciais da boneca, no Brasil, é cantada pela dubladora da Polly: Tatiane Kelpmair.
Durante o lançamento da segunda temporada do webcartoon em 2011 um videoclipe foi lançado no final do ano com a música tema estendida da nova série. A canção "All Good Day" tornou-se tema de alguns comerciais daquele ano e também da abertura do desenho animado. Posteriormente a música recebeu algumas alterações na letra com o reboot da quarta temporada